# محمد صالح (لاعب كرة قدم)
محمد صالح (6 يونيو 1980 بانجمينا في تشاد - ) هو لاعب كرة قدم تشادي في مركز الوسط. شارك مع منتخب تشاد لكرة القدم. أما مع النوادي، فقد لعب مع نادي ألبي ونادي أنجيه ونادي مانغاسبورت ونادي جازيللي.

## وصلات خارجية
- محمد صالح على موقع قاعدة بيانات كرة القدم.إي يو (الإنجليزية)
- محمد صالح على موقع ناشيونال فوتبول تيمز (الإنجليزية)